# Стоун, Рой
Рой Стоун (англ. Roy Stone, 16 октября 1836 — 5 августа 1905) — американский военачальник, участник Гражданской войны в США в звании полковника, известен в основном как командир бригады во время сражения при Геттисберге. Впоследствии участвовал в испано-американской войне в звании бригадного генерала.

## Ранние годы
Стоун родился в Платсберге в 1836 году и был единственным ребёнком в семье Итиеля Стоуна (1803—1868) и Сары Гарни (1803—1875). Его семья происходила от первых колонистов региона, а у его отца были обширные земельные владения. В 1856 году Стон окончил Юнион-Колледж в Скенектади. К началу гражданской войны ему было 24 года и он жил в пенсильванском округе Уоррен, где управлял лесопилками своего отца.

## Гражданская война
Когда началась Гражданская война и президент Линкольн издал прокламацию о призыве 75 000 добровольцев, в Пенсильвании начался набор рекрутов в армию. Стоун собрал отряд из рабочих лесопилок и 28 апреля сформировал из них роту Raftsman Guards. Стоун лично выделил лес для постройки 12-ти лодок, на которых рота (101 человек) сплавилась 125 миль вниз по реке Эллени в Питтсбург, и прибыла на место 23 мая, но выяснилось, что квота по рекрутам в Пенсильвании исчерпана. Однако в это время начали формироваться полки сверх квоты (Пенсильванские резервные), и рота на поезде отправилась в Гаррисберг, где полковник Томас Кейн формировал 13-й Пенсильванский резервный полк. Отряд Стоуна стал ротой этого полка, а он получил звание капитана. В те дни кто-то из рядовых прицепил на кепку олений хвост, и Кейн решил присвоить полку прозвище «Оленехвостый» (Bucktail regiment).
12 июня прошли выборы офицеров полка и Стоун стал майором. Полку приказали вернуть домой их охотничьи ружья и выдали мушкеты. В августе полк был направлен в Харперс-Ферри и включён в дивизию Бэнкса, в бригаду Томаса (с 28 августа — Джорджа Гордона). 1 октября полк перевели в Пенсильванскую резервную дивизию генерала Маккола, в бригаду Джорджа Мида. 20 декабря полк участвовал в своём персом бою: перестрелке у Дрейнсвилла. В марте 1862 года часть рот была выведена из состава полка для тренировки, а Стоун возглавил остальные роты ввиду болезни полковника Макнейла.
18 июня 1862 года дивизия Джорджа Маккола стала 3-й Дивизией V корпуса Потомакской армии. В конце месяца роты Стоуна участвовали в сражении на реке Бивер-Дам-Крик и последующих боях Семидневной битвы. Генерал Джон Рейнольдс отметил в рапорте храбрость Стоуна и написал, что не знает офицера, более достойного звания командира бригады. 13-й Резервный понёс такие большие потери в боях, что полковник Макнейл отправил Стоуна в Пенсильванию, а губернатора попросил уполномочить Стоуна набрать бригаду. Генерал Макклеллан издал Специальный приказ № 196 для этих целей.
Стоун вместе с капитаном Уистером отправился в Пенсильванию, где на западе штата набрал 149-й Пенсильванский пехотный полк, а Уистер набрал 150-й Пенсильванский пехотный полк. Стоун хотел набрать ещё два полка, но поражения в Вирджинии заставили правительство срочно вызывать в Вашингтон все доступные силы, и 30 августа Стоуну было приказано явиться с его полком в столицу. 5 сентября вслед за ним прибыл 150-й полк. Но вскоре произошло сражение при Энтитеме, южане покинули Мэриленд, поэтому полки Стоуна остались в тылу, вдали от боевых действий, что привело к падению духа и злоупотреблению алкоголем среди рядовых.
За осень 149-й и 150-й превратились в сплочённую команду, и когда 11 ноября к бригаде Стоуна присоединили 143-й Пенсильванский пехотный полк, его восприняли как чужаков, и сам Стоун, по воспоминаниям очевидцев, уделял больше внимания первым двум полкам. Кроме этого, рядовые прежнего 13-го резервного были недовольны тем, что их прозвище Bucktais присвоено другому соединению. В итоге новые полки Стоуна стали называть «Новые Оленехвостые» (New Bucktails).
Пока шла вербовка новобранцев, Стоун женился в Питтсбурге на Мэри Элизабет Маркер (14 сентября). В их семье было двое детей: Ричмонд, который умер в детстве, и Маргарет, которая родилась 5 июня 1865 года.
15 февраля 1863 года оба полка Стоуна погрузились на пароход «Луизиана» и отправились в Вирджинию. 143-й нагнал их и 16 февраля Стоун официально стал командиром бригады, которая вошла в состав дивизии Даблдея в I корпусе Потомакской армии.